# Effet de réseau

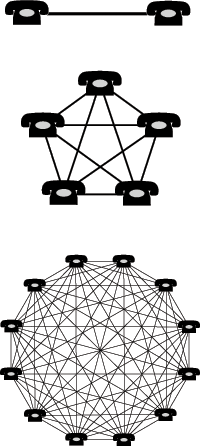
Illustration de l'effet de réseau : les possibilités d'appels entre téléphones augmentent plus vite que leur nombre

Pour les articles homonymes, voir Réseau (homonymie).
L'effet de réseau (ou rarement effet-club) est le phénomène par lequel l'utilité réelle d'une technique ou d'un produit dépend de la quantité de ses utilisateurs. Un effet de réseau est donc un mécanisme d'externalité économique. Il peut être aussi bien positif que négatif, bien que le terme soit plutôt appliqué au premier cas, surtout dans les techniques de pointe. Le terme effet de réseau exprime le fait que l'usage de telles techniques passe par des mouvements ou échanges en réseau, et ce phénomène est la source du mécanisme qui cause ce type d'effet. C'est le cas de nombreuses technologies et services de communications.
Par exemple, l'utilité de posséder un fax sera d'autant plus grande qu'il y aura plus utilisateurs de ce système, qui peuvent chacun en émettre et en recevoir. Inversement, un réseau routier est d'autant moins efficace qu'il est saturé. Les deux types de mécanismes peuvent être en jeu sur la même technologie, dans le cas du courrier électronique par exemple (la présence de nombreux utilisateurs rend le spam attrayant).
Si l'utilité est positivement proportionnelle au nombre des autres utilisateurs, cela revient à dire que la valeur du réseau est proportionnelle au carré du nombre de clients. C'est donc un effet potentiellement considérable, qui a souvent décidé de choix technologiques importants. Tous les réseaux sociaux reposent sur l'effet de réseau.

## Des modèles d'entreprise basés sur l'effet de réseau
Au cours des années 1990, les jeunes pousses se sont appuyées sur l'effet de réseau pour justifier de leur croissance. Dans un marché où l'effet de réseau est dominant, la croissance rapide est apparue plus déterminante que la rentabilité immédiate. En particulier, la détermination de standards technologiques ou mercatiques, et donc la forme même de la concurrence à venir semblait en jeu.
Cette stratégie a été conduite avec succès par Mirabilis, une jeune pousse israélienne qui a effectué des avancées déterminantes dans la messagerie instantanée (MI) avant d'être rachetée par AOL. En cédant l'usage de leur produit (ICQ) gratuitement et en évitant les compatibilités avec les logiciels concurrents, ils ont su s'emparer du marché de la MI. Du fait de l'effet de réseau, les nouveaux utilisateurs avaient nettement plus intérêt à opter pour le système de Mirabilis et à grossir les rangs de ses utilisateurs. D'une manière assez caractéristique de cette époque, l'entreprise n'a jamais généré un seul profit avant d'être rachetée.
On peut considérer que les effets de réseaux sont significatifs au-delà d'un certain taux de souscription, la masse critique. Dès qu'on atteint ce point, le bénéfice tiré de l'usage du service dépasse le prix payé. Au-delà, comme la valorisation augmente avec le nombre d'abonnés, de plus en plus de clients vont être intéressés. Avant, seuls des utilisateurs précoces auront adhéré.
Cette croissance n'est pas infinie : au-delà d'un point de saturation ou de congestion, les entrées se ralentissent quand on s'approche ou dépasse le seuil à partir duquel tout utilisateur supplémentaire fait perdre au réseau. Dès que l'intérêt du service retrouve le prix d'abonnement. Il peut arriver que le point de congestion soit supérieur à la taille du marché, auquel cas la technologie peut devenir universelle.
Il arrive que l'on confonde l'effet de réseau avec les économies d'échelle, dues à la taille d'une entreprise plutôt qu'à l'interopérabilité. Ces deux cas peuvent justifier d'un monopole naturel.

## Équilibre entre services substituables
Si les effets de réseau sont négatifs, comme dans le transport par exemple, ils peuvent expliquer la stabilité d'un équilibre entre des technologies au profil de coût très différent.

## Exemples
Les effets de réseaux des logiciels courants sont considérables. L'apprentissage d'une suite logicielle peut être fastidieuse, chaque candidat préfère donc se familiariser avec celle qui lui ouvrira le plus de portes. Parallèlement, les employeurs cherchent du personnel qualifié, et ils décideront plus volontiers de se reposer sur la plate-forme la plus répandue. Cela explique qu'un seul éditeur contrôle pratiquement la totalité du marché (exemples : Microsoft Office, Adobe Creative Suite), ou le succès croissant du logiciel libre.
Cependant, les effets de réseaux du marché ne poussent pas nécessairement à la domination d'une seule firme, mais parfois d'un standard, qui permet à plusieurs firmes d'interagir, faisant profiter des externalités à l'ensemble du secteur. Dans le cas de l'architecture des PC x86, il y avait une pression très forte à rester compatible avec les standards déjà existants, pour lesquels aucune firme n'était dominante. De même pour les opérateurs téléphoniques à longue distance aux États-Unis : de fait, l'existence de réseau empêche les entreprises de dominer le marché en les empêchant de proposer un protocole non-compatible ou un service particulier.
Cependant, dans les cas où les protocoles de communication du réseau appartiennent à une seule entreprise, les effets réseaux lui garantissent un pouvoir de monopole. Une immense majorité des professionnels de l'informatique considère que c'est ainsi que l'entreprise Microsoft procède. Entre autres méthodes pour profiter de l'effet de réseau, Microsoft rejoint, étend et éteint (« embrace, extend and extinguish »).
L'effet de réseau peut être positif dans le cas des transports, comme c'est le cas pour l'effet Mohring.

## Effets de réseaux et cycle technologique
Si une technologie ou une entreprise qui exploite un réseau existant commence à perdre des parts de marché à l'avantage d'un concurrent qui dispose d'une autre technologie ou d'un standard ouvert, les avancées profiteront au nouvel entrant. À partir du point de rupture, dès que les effets de réseaux du premier sont dominés par ceux du second, le basculement est inévitable.
Quelques exemples :
- Loi de Metcalfe
- Loi Reed
- Point de rupture
- Betamax contre VHS
- Plan d'affaire
- Microéconomie